# Her Interactive
HeR Interactive es una empresa de videojuegos con sede en Bellevue, Washington. La empresa se fundó como una división de American Laser Games y se escindió como una entidad independiente. Posteriormente, compró su antigua empresa matriz. La empresa diseña, desarrolla y distribuye juegos de aventuras y misterio, la mayoría de los cuales se basan en la franquicia Nancy Drew.

## Historia
La empresa fue lanzada como una división de American Laser Games llamada «Games for Her Interactive» en mayo de 1995. Su primer nombre fue McKenzie & Co. Después de encontrar cierto éxito inicial, la empresa se independizó de American Laser Games y finalmente compró su antigua empresa matriz. Her Interactive se mudó a Bellevue, Washington a finales de la década de 1990. Desde 1998, la compañía ha desarrollado 33 títulos de su serie de juegos de aventuras y misterio Nancy Drew. Nancy Drew: Codes & Clues ha sido elogiada por alentar a las niñas a aprender a programar.
Desde1999 su presidenta y directora ejecutiva fue Megan Gaiser, hasta 2011, cuando cedió su cargo para pasar a ser la directora creativa, hasta 2013, año en el que dejó la empresa. Stuart Moulder se unió como director ejecutivo en mayo de 2011 con el objetivo de diversificar las fuentes de financiación de la empresa y la dejó en 2014. Penny Milliken lo reemplazó ese mismo año.
Nancy Drew: Midnight in Salem, sufrió muchos retrasos desde su estreno previsto a finales de 2015, debido en parte al despido de una buena mayoría de su personal. Un anuncio oficial realizado por Her indicó que el juego se lanzaría el 19 de noviembre de 2019. Sin embargo, se retrasó y finalmente se lanzó el 3 de diciembre de 2019 con críticas mixtas.
En abril de 2023, la compañía anunció que un nuevo juego de Nancy Drew se encontraba en desarrollo, con varios avances publicados en sus redes sociales. Nancy Drew: Mystery of the Seven Keys se estrenó el 7 de mayo de 2024.

## Lista de juegos

### Nancy Drew Adventure
- Secrets Can Kill (PC 1998)
- Stay Tuned for Danger (PC 1999)
- Message in a Haunted Mansion (PC 2000/GBA 2001)
- Treasure in the Royal Tower (PC 2001)
- The Final Scene (PC 2001)
- Secret of the Scarlet Hand (PC 2002)
- Ghost Dogs of Moon Lake (PC 2002)
- The Haunted Carousel (PC 2003)
- Danger on Deception Island (PC 2003)
- The Secret of Shadow Ranch (PC 2004)
- Curse of Blackmoor Manor (PC 2004/DVD 2007)
- Secret of the Old Clock (PC 2005)
- Last Train to Blue Moon Canyon (PC 2005)
- Danger by Design (PC 2006)
- The Creature of Kapu Cave (PC 2006)
- The White Wolf of Icicle Creek (PC 2007/Nintendo Wii 2008)
- Legend of the Crystal Skull (PC 2007)
- The Phantom of Venice (PC 2008)
- The Haunting of Castle Malloy (PC 2008)
- Ransom of the Seven Ships (PC 2009)
- Warnings at Waverly Academy (PC 2009)
- Trail of the Twister (PC/Mac 2010)
- Secrets Can Kill Remastered (PC/Mac 2010)
- Shadow at the Water's Edge (PC/Mac 2010)
- The Captive Curse (PC/Mac 2011)
- Alibi in Ashes (PC/Mac 2011)
- Tomb of the Lost Queen (PC/Mac 2012)
- The Deadly Device (PC/Mac 2012)
- Ghost of Thornton Hall (PC/Mac 2013, iPad/Android/Kindle Fire 2014)
- The Silent Spy (PC/Mac 2013)
- The Shattered Medallion (PC/Mac 2014)
- Labyrinth of Lies (PC/Mac 2014)
- Sea of Darkness (PC/Mac 2015)
- Midnight in Salem (PC/Mac 2019)
- Mystery of the Seven Keys (PC/Mac 2024)

### Nancy Drew Dossier
- Lights, Camera, Curses (PC 2008)
- Resorting to Danger (PC 2009)
- Ship of Shadows (cancelado)

### Nancy Drew Mobile Mysteries
- Shadow Ranch (iPad/iPhone/iPod Touch 2011)
- Castle Finster (cancelado)

### Otros lanzamientos de Her Interactive
- McKenzie & Co (PC 1995)
- The Vampire Diaries (PC 1996)[19]
- The Cody Capers: Cody Pops the Case (PC 2007)
- The Hardy Boys: Treasure on the Tracks (Nintendo DS 2009)
- Nancy Drew: Codes & Clues (iPad/Android/Kindle Fire 2016)
- Odyssey: The Young Socratics (PC/Mac 2017)